# Edward Drinker Cope

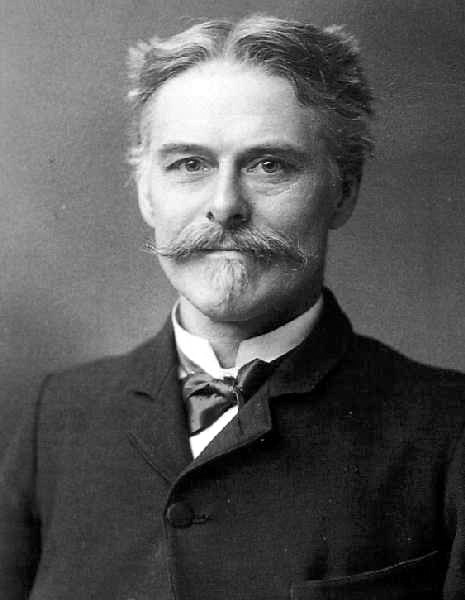
Edward Drinker Cope

Edward Drinker Cope (* 28. Juli 1840 in Philadelphia, Pennsylvania; † 12. April 1897 ebenda) arbeitete als US-amerikanischer Wissenschaftler auf vielen zoologischen Gebieten, so z. B. der Taxonomie ausgestorbener Wirbeltiere und Paläontologie, der Ichthyologie (Fischkunde), Herpetologie und Mammalogie (Säugetierkunde), der Evolutionstheorie und nicht zuletzt der vergleichenden Anatomie.

## Leben und Werk
Cope wurde im Juli 1840 in eine Quäkerfamilie geboren. Schon früh interessierte er sich für Naturgeschichte, und schon 1859 ließ er der Academy of Natural Sciences in Philadelphia eine wissenschaftliche Arbeit über die Familie der Salamander (Salamandridae) zukommen. Zu etwa derselben Zeit wurde er Mitglied des Megatherium Clubs der Smithsonian Institution in Washington. Er wurde teils an der University of Pennsylvania, teils auf Reisen in Europa ausgebildet. Am 14. August 1865 heiratete er Annie Pim (1841–1933), eine entfernte Cousine. Aus der Ehe ging eine Tochter hervor, Julia Biddle Cope, verheiratete Collins (1866–1958).
Die Academy of Natural Sciences in Philadelphia erteilte Cope 1865 den Posten als Kustos, den er bis 1873 innehielt. Am Haverford College war er von 1864 bis 1867 Professor für Naturgeschichte. Seit 1866 war er gewähltes Mitglied der American Philosophical Society. 1872 wurde Cope in die National Academy of Sciences gewählt. 1884 wurde er dann Kustos am National Museum of Natural History in Washington und zwischen 1889 und 1897 war er Professor für Geologie und Paläontologie an der University of Pennsylvania, während er ab 1895 auch noch die Professur für Zoologie und vergleichende Anatomie übernahm. 1896 wurde er zum Präsidenten der American Association for the Advancement of Science in Washington.
Copes Spezialität war das Studium amerikanischer fossiler Wirbeltiere. Er begleitete in den Jahren 1871 bis 1877 Forschungsreisen in die Kreideschichten von Kansas und im Tertiär in Wyoming und Colorado. Er beschrieb mehr als tausend Arten und viele Gattungen ausgestorbener Wirbeltiere, darunter einige der ältesten bekannten Säugetiere und 56 Arten von Dinosauriern, z. B. Camarasaurus supremus und Coelophysis bauri. Cope schrieb mehr als 1200 wissenschaftliche Abhandlungen. Sein langjähriger Wettlauf mit Othniel Charles Marsh um die Entdeckungen neuer Dinosaurierfossilien und die daraus folgenden, zum Teil gewalttätigen Auseinandersetzungen wurde auch als „Bone Wars“ (Knochenkriege) bekannt. Cope war an den Expeditionen des US Geological Survey in New Mexico (1874), Montana (1875), Oregon und Texas (1877) beteiligt. Er war von 1878 bis 1897 Miteigentümer und Co-Autor der Fachzeitschrift The American Naturalist.
Im Sommer 1876 begann Cope unweit der Stelle nach Dinosaurierfossilien zu graben, an der nur wenige Tage zuvor die Schlacht am Little Bighorn stattgefunden hatte. Eines Morgens drang eine Gruppe Indianer vom Stamm der Crow in sein Lager ein. Cope hatte gerade die Reinigung seiner Zahnprothese beendet und war eben dabei, sie sich wieder einzusetzen. Die Indianer waren davon derart beeindruckt, dass sie Cope sogar aufforderten, das Prozedere zu wiederholen. Sie hielten Zähne, die man herausnehmen und wieder einsetzen konnte, für einen machtvollen Zauber und versorgten in den folgenden Wochen Copes Grabungsgesellschaft mit ausreichend Fisch und Wildbret. 1886 wurde er zum korrespondierenden Mitglied der Bayerischen Akademie der Wissenschaften gewählt. 1895 wurde er als assoziiertes Mitglied in die Académie royale des Sciences, des Lettres et des Beaux-Arts de Belgique aufgenommen.
Cope starb im April 1897 in seiner Heimatstadt Philadelphia. Zuvor hatte er bestimmt, dass sein Körper der Wissenschaft (Wistar Institute) zur Verfügung gestellt werden sollte, da sein Körper seiner Meinung nach das Typusexemplar, d. h. den offiziellen Maßstab des Homo sapiens darstellen sollte. Bei Präparation und Zusammenstellung seines Körpers wurden jedoch Anzeichen einer beginnenden Syphilis entdeckt, so dass sein Körper entgegen seiner Bestimmung im Archiv verschwunden ist.
Cope beschrieb 302 Arten von Reptilien erstmals. Nach ihm ist die Gattung Copeina aus der Familie der Schlanksalmler benannt. Insgesamt veröffentlichte Cope mehr als 1200 wissenschaftliche Publikationen, in denen er über 1000 Arten ausgestorbener Wirbeltiere beschrieb.
Cope war jahrelang mit seinem Kollegen Othniel Marsh in den sogenannten Knochenkrieg verwickelt. Sie beschimpften sich gegenseitig in Zeitungsartikeln und behinderten einander mit unfairen Methoden bei Ausgrabungen von Fossilfunden. Die Auseinandersetzung führte schließlich dazu, dass beide moralisch und finanziell ruiniert waren.

## Cope als nomenklatorischer Typus desHomo sapiens
1993 erklärte der bekannte Paläontologe und Dinosaurierexperte Robert T. Bakker, er wolle Cope anhand seines Schädels als nomenklatorischen Typus des Homo sapiens (also des modernen Menschen) durch „subsequent designation“ eines Lectotypus festlegen. Als großer Verehrer Copes wolle er damit dessen letztem Willen entsprechen. Carl von Linné hatte, als er den Menschen 1758 in dem Werk Systema Naturae beschrieb, sich nicht wie vorgeschrieben auf ein bestimmtes Individuum als wissenschaftliches Belegexemplar bezogen, denn er war der Ansicht, dass der Mensch dem Menschen (Homo nosce te ipsum) bekannt sei und es daher eines solchen Exemplars nicht bedurfte. Bakkers Festlegung ist aber aus verschiedenen Gründen sehr zweifelhaft. Insbesondere wurde bereits von William Thomas Stearn (1959, Systematic Zoology 8: 4–22) das Skelett von Carl von Linné selbst zum Lectotypus für die Art Homo sapiens bestimmt. Bakkers Begründung für die Typusfestlegung verletzt zudem Artikel 75.3 der Internationalen Regeln für die Zoologische Nomenklatur (ICZN). Außerdem ist der Schädel von Cope in der betreffenden Museumssammlung derzeit gar nicht mehr auffindbar. Im Übrigen ist Bakkers beabsichtigte Typusfestlegung niemals von ihm selbst gültig publiziert worden, sondern ist lediglich in dem Buch Hunting Dinosaurs von Psihoyo (1994) zitiert. Copes sterbliche Überreste sind also definitiv nicht das gültige Typusexemplar der menschlichen Art.

## Werke
- On the Method of Creation of Organic Types. M'Calla & Stavely, Philadelphia 1871.
- Collected Papers in Geology and Paleontology. 1873–97.
- On Some of Prof. Marsh's Criticisms. 1873.
- On the Short-Footed Ungulata of the Eocene of Wyoming. Philadelphia 1873.
- Sketch of the Zoology of Ohio. Philadelphia 1873.
- On the Plagopterinae and the Ichthyology of Utah. 1874.
- On the Geologic Age of the Vertebrate Fauna of the Eocene of New Mexico. 1876.
- On a Carnivorous Dinosaurian from the Dakota Beds of Gold. 1877.
- On the Effects of Impacts and Strains on the Feet of Mammalia. Philadelphia 1881.
- The Origin of the Fittest. Macmillan & Appleton, London, New York 1887.
- The Primary Factors of Organic Evolution. Open Court, Chicago, London 1896.
- Syllabus of Lectures on the Vertebrata. Philadelphia 1898 p. m.
- The Crocodilians, Lizards and Snakes of North America. Washington 1900 p. m.